# Eustala tantula
Eustala tantula là một loài nhện trong họ Araneidae.
Loài này thuộc chi Eustala. Eustala tantula được Arthur Merton Chickering miêu tả năm 1955.